# میکائیل پانوس
میکائیل پانوس (انگلیسی: Mickaël Panos؛ زادهٔ ۱۰ فوریهٔ ۱۹۹۷) بازیکن فوتبال است.
از باشگاه‌هایی که در آن بازی کرده‌است می‌توان به باشگاه فوتبال سن-اتین اشاره کرد.
وی همچنین در تیم ملی فوتبال زیر ۱۹ سال فرانسه بازی کرده‌است.